# Francisco Núñez (lutier)
Francisco Núñez Rodríguez (Santa María de Tebra, Pontevedra, 9 de abril de 1841 – Buenos Aires, Argentina, 22 de junio de 1919) fue un lutier español radicado en Argentina. Fue el fundador de la guiterrería Casa Núñez.

## Biografía
Núñez Rodríguez nació en Santa María de Tebra. Fue hijo de Dionisio Núñez y María Rosa Rodríguez. En 1858 emigró a la República Argentina, estableciéndose en la ciudad de Buenos Aires. Durante sus primeros años en el país se desempeñó en diversos oficios, incluyendo el de panadero.
Posteriormente ingresó en el rubro maderero, donde descubrió su vocación por la lutería. Comenzó su aprendizaje en el taller del constructor Ramírez, suegro del célebre guitarrista Gaspar Sagreras, donde adquirió los conocimientos básicos del oficio.

### Fundación de la Casa Núñez
En 1870 fundó, junto a su hermano y un socio, un taller de construcción de guitarras. Poco tiempo después, ambos abandonaron la empresa ante las escasas perspectivas comerciales, pero Núñez continuó solo con el proyecto.
En 1894 realizó un viaje a Europa, donde adquirió maquinaria moderna que permitió la producción a gran escala de instrumentos. Su taller, ubicado en la antigua calle Cuyo 726 de Buenos Aires (actual calle Sarmiento 1628), se convirtió en un centro de referencia para guitarristas y aficionados.

### Auge y declive
La producción de la Casa Núñez alcanzó cifras notables: se fabricaban alrededor de mil guitarras por semana, con precios que variaban desde tres hasta cuatrocientos pesos. De esa cifra, solo entre veinte y treinta guitarras al año eran construidas personalmente por Núñez, siendo consideradas piezas de alta calidad, valoradas incluso por encima de las de Antonio de Torres.
En 1910 se le ofrecieron 400.000 pesos por el traspaso de su firma, oferta que rechazó. Sin embargo, hacia 1916, la empresa cayó en la quiebra debido a una deficiente administración llevada a cabo por algunos de sus familiares, y Núñez quedó en la ruina.
Francisco Núñez Rodríguez falleció el 22 de junio de 1919 en Buenos Aires, en la pobreza.

### Legado
Las guitarras Núñez fueron utilizadas por renombrados guitarristas de la época, como Juan Alais (conocido como "Juan el Inglés"), Pedro M. Quijano, Julio S. Sagreras, Juan Valler, entre otros. También frecuentaban la Casa Núñez personalidades del ámbito intelectual, artístico y político, como el general Francisco Leyría, los doctores Echayde y Marco, y diversos aficionados distinguidos.
Una de las guitarras construidas por Núñez, adquirida por el Dr. Roberto Ezcurra, obtuvo premios en certámenes internacionales. A pesar de que algunas piezas presentaban defectos de manufactura, el sonido de sus instrumentos era considerado excepcional.
El diario El País, en una nota publicada el 19 de agosto de 1900, lo definió como un "industrial meritorio" que logró combinar perfección técnica, expansión empresarial y un genuino espíritu artístico. La misma fuente menciona que sus instalaciones estaban equipadas con controles de temperatura y humedad para garantizar la calidad de construcción de los instrumentos.
La Casa Núñez, fundada por Francisco Núñez, continuó en actividad hasta su cierre en 2024.